# Frank Crowther Roberts
Frank Crowther Roberts, britanski general, * 1891, † 1982.